# Rada Konfederacji Kaukaskiej
Rada Konfederacji Kaukaskiej (ros. Совет конфедерации Кавказа) – emigracyjna organizacja kaukaska w II poł. lat 30. XX w.

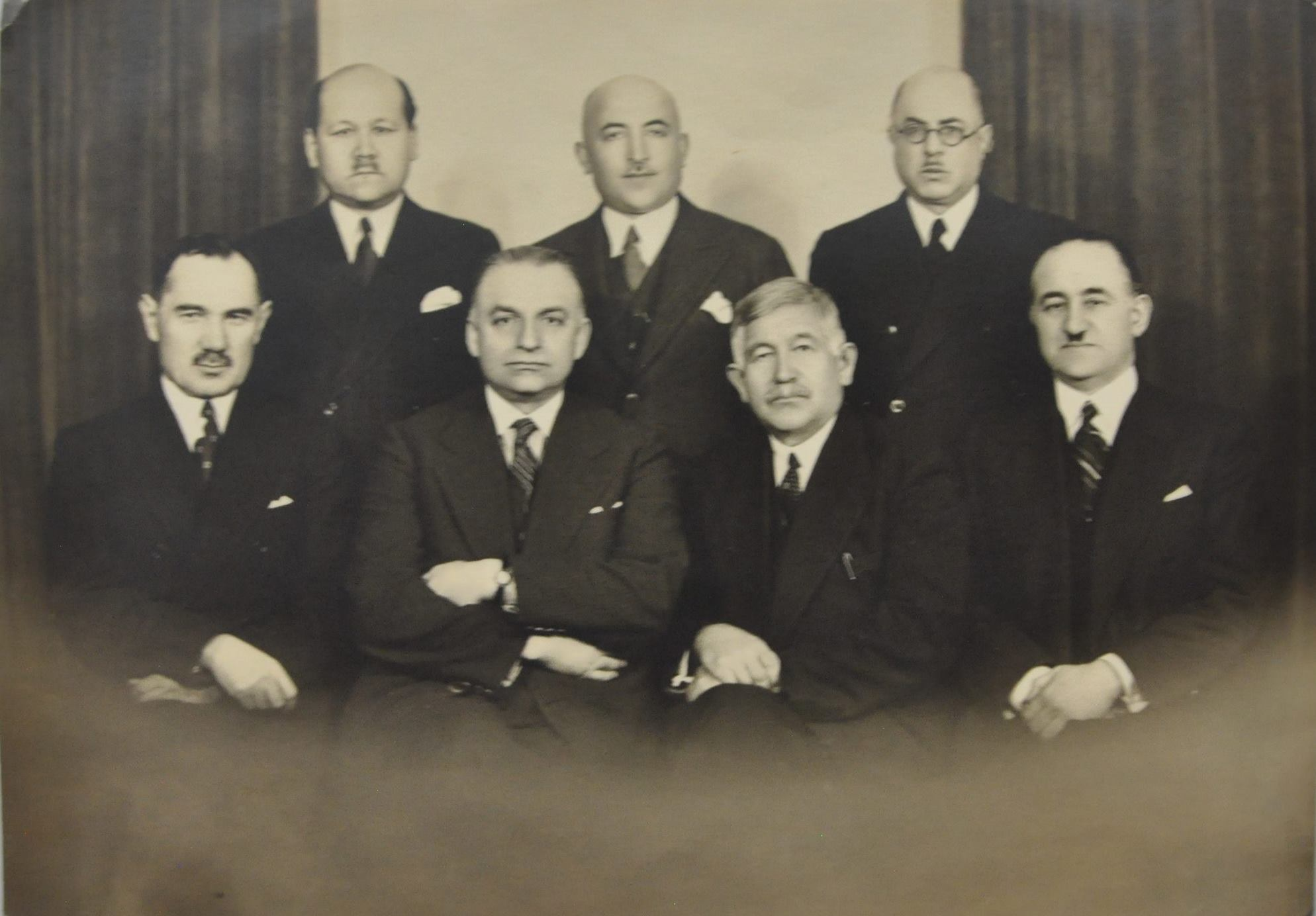
Liderzy emigracji politycznej ludów tureckich i kaukaskich w Warszawie.
Sidyat (od lewej): Mahomet-Girej Sunsz, Jafer Seydahmet Kirimer, Ayaz Ishaki, Mehmed Emin Resulzade.
Stoją (od lewej): Mustafa Czokaj, Mustafa Vekilli, Tau-Sułtan Szakman

Rada została utworzona na konferencji przedstawicieli emigracji kaukaskiej, która odbyła się na przełomie stycznia/lutego 1935 r. w Paryżu. Powstała na miejsce rozwiązanego Komitetu Niezawisłości Kaukazu z siedzibą w Warszawie. W porównaniu do Komitetu otrzymała ona uprawnienia kaukaskiego przedstawicielstwa rządowego na uchodźstwie, którego decyzje były obowiązkowe dla członków. W skład Rady weszło po 4 przedstawicieli Gruzinów, Azerów i Górali kaukaskich. Powstało Prezydium Rady składające się z przedstawiciela każdej republiki (Mehmet Amin Rasulzade, Noe Żordania i Mahomet-Girej Sunsz). W celu jeszcze większej centralizacji pod koniec lat 30. utworzono funkcję przewodniczącego Prezydium Rady, którą objął Gruzin Akakij Czchenkeli. Działalność Rady trwała do 1940 r.